# Edadus
 Edadus est un roi légendaire du royaume de l'île de Bretagne (actuelle Grande-Bretagne), qui est mentionné par Geoffroy de Monmouth dans son Historia regum Britanniae (vers 1135).

## Contexte
Edadus est mentionné par Geoffroy de Monmouth dans son  Historia Regum Britanniae comme le 2e des trois fils du roi Cherin qui régnèrent l'un après l'autre:  le successeur de son frère Fulgenius et le prédécesseur d'Andragius.

## Source
- Geoffroy de Monmouth Histoire des rois de Bretagne, traduit et commenté par Laurence Mathey-Maille, Édition Les belles lettres, coll. « La roue à livres », Paris, 2004,  (ISBN 2-251-33917-5)